# Глинское (Вологодская область)
Глинское — деревня в Череповецком районе Вологодской области.
Входит в состав Ягницкого сельского поселения, с точки зрения административно-территориального деления — в Ягницкий сельсовет.
Расстояние по автодороге до районного центра Череповца — 133 км, до центра муниципального образования Ягницы — 23 км. Ближайшие населённые пункты — Раменье, Пленишник, Мышкино.
По переписи 2002 года население — 21 человек (7 мужчин, 14 женщин). Преобладающая национальность — русские (95 %).